# Парламентские выборы в Косове (2010)
Парламентские выборы в Республике Косово 2010 года прошли 12 декабря, примерно за год до намеченного ранее срока. Избрано 120 депутатов Парламента Республики Косово — 100 по основному списку, 10 от сербской общины и 10 от всех других национальных меньшинств.
Досрочные выборы были назначены после того, как 2 ноября 2010 года парламент Республики Косово вынес вотум недоверия премьер-министру Хашиму Тачи. Ранее в РК распалась правящая коалиция Демократической партии и Демократической лиги.
ДПК и ДЛК выступали за различные даты выборов — ДПК настаивала на скорейшем проведении выборов, ДЛК требовала их проведения 16 февраля 2011 года. Исполняющий обязанности президента Якуп Красничи назначил датой выборов 12 декабря, после чего распустил парламент.
Незадолго до выборов в ДЛК произошёл раскол; по списку «ДЛК — Ибрагим Ругова» на выборах будет участвовать часть членов партии (в их числе — Уге Ругова, сын Ибрагима Руговы). Впервые в выборах примет участие движение Самоопределение, выступающее за вывод международных «колониальных» сил, против переговоров с правительством Сербии и за объединение с Албанией. Радикальная партия албанцев Альянс за будущее Косова пойдёт на выборы без своего лидера Рамуша Харадиная, который находится в Гааге под повторным следствием Международного трибунала по бывшей Югославии по обвинению в военных преступлениях. Эксперты предполагали, что наибольшими шансами на победу располагает Демократическая партия Косова.
ДПК в своей предвыборной кампании сделала акцент на углубление европейской интеграции — в частности, Хашим Тачи пообещал через 15 месяцев добиться безвизового режима со странами Евросоюза. ДЛК уделяла большое внимание борьбе с высоким уровнем безработицы и низкими доходами.
Ожидается, что многие косовские сербы будут бойкотировать выборы.

## Результаты
По предварительным данным, Демократическая партия Косова набрала большинство голосов — 33,5 % голосов, опередив Демократическую лигу Косова, которая набрала 23,6 %. Третье место заняло радикальное движение Самоопределение, выступающее, в числе прочего, за объединение с Албанией. Явка на выборах составила 47,8%. Политические оппоненты ДПК обвинили её в подтасовке результатов как минимум в двух округах, где явка составила 94 %, а большинство голосов получила ДПК. 17 декабря Центризбирком РК признал выборы в пяти общинах недействительными; повторное голосование прошло там 9 января 2011 года. По окончательным итогам, ДПК потеряла 2 места в пользу ДЛК и «Самоопределения».

| Предварительные результаты выборов        | Предварительные результаты выборов | Предварительные результаты выборов |
| Партия                                    | Голосов                            | Мест                               |
| ----------------------------------------- | ---------------------------------- | ---------------------------------- |
| Демократическая партия Косова             | 238 959 (33,5 %)                   | 36                                 |
| Демократическая лига Косова               | 168 120 (23,6 %)                   | 26                                 |
| «Самоопределение»                         | 86 924 (12,2 %)                    | 13                                 |
| Альянс за будущее Косова                  | 76 859 (10,8 %)                    | 12                                 |
| Коалиция AKR-PD-PSD-PPI-PPK-PNDS-PGK      | 50 720 (7,1 %)                     | 8                                  |
| Демократическая лига Дардании             | 23 337 (3,3 %)                     | 0                                  |
| Независимая либеральная партия (сербская) | 12 525 (1,8 %)                     | 8                                  |
| Турецкая демократическая партия Косова    | 8082 (1,1 %)                       | 2                                  |
| Объединённый сербский список              | 5010 (0,7 %)                       | 4                                  |
| Коалиция «Вакат»                          | 4771 (0,7 %)                       | 2                                  |

| Окончательные результаты выборов          | Окончательные результаты выборов | Окончательные результаты выборов |
| Партия                                    | Голосов                          | Мест                             |
| ----------------------------------------- | -------------------------------- | -------------------------------- |
| Демократическая партия Косова             | 224 339 (32,11 %)                | 34                               |
| Демократическая лига Косова               | 172 552 (24,69 %)                | 27                               |
| «Самоопределение»                         | 88 652 (12,69 %)                 | 14                               |
| Альянс за будущее Косова                  | 77 130 (11,04 %)                 | 12                               |
| Коалиция AKR-PD-PSD-PPI-PPK-PNDS-PGK      | 50 951 (7,29 %)                  | 8                                |
| Партия «Новый дух»                        | 15 156 (2,17 %)                  | 0                                |
| Демократическая лига Дардании             | 14 924 (2,14 %)                  | 0                                |
| Независимая либеральная партия (сербская) | 14 352 (2,05 %)                  | 8                                |
| Турецкая демократическая партия Косова    | 8548 (1,22 %)                    | 3                                |
| Объединённый сербский список              | 6004 (0,86 %)                    | 4                                |
| Коалиция «Вакат»                          | 5296 (0,76 %)                    | 2                                |